# Teileträger
Als Teileträger werden meist technische Güter wie Maschinen, Geräte, Vorrichtungen und Oldtimer-Kraftfahrzeuge bezeichnet, die aufgrund ihres verbrauchten oder unvollständigen Zustandes nur noch zur Verwendung ihrer Einzelteile erhaltenswert erscheinen.
Die Einstufung eines Objektes zum Teileträger geschieht in der Regel durch Abwägen des finanziellen oder arbeitsintensiven Aufwandes gegenüber einem Neukauf mit gleichen Eigenschaften.
Beispielsweise werden in der Oldtimerbranche Fahrzeuge, deren Wiederherstellung den Marktwert eines gleichwertigen Modells überschreiten würde, oft als Teileträger aufbewahrt, um intakte Ersatzteile auszubauen.